# Melitoma taurea
Melitoma taurea là một loài Hymenoptera trong họ Apidae. Loài này được Say mô tả khoa học năm 1837.